# Kafka en la orilla
Kafka en la orilla (海辺のカフカ Umibe no Kafuka?) es una novela japonesa de Haruki Murakami publicada en 2002. A finales de 2005, los críticos del suplemento literario del New York Times proclamaron Kafka en la orilla la mejor novela del año.

## Argumento
La obra consta de dos historias diferentes, pero relacionadas entre sí. La narrativa avanza y retrocede entre las historias, alternando capítulos para contar cada historia. 
Los capítulos impares cuentan la historia de Kafka Tamura, nombre inspirado en Franz Kafka, un joven de 15 años que abandona la casa de su padre, un famoso escultor convencido de que su hijo habría de repetir el mismo infeliz destino de Edipo, y de la sensación de vacío que le producen la ausencia de su madre y hermana. Luego de una serie de peripecias, durante las que conoce a Sakura, una joven peluquera, encontrará refugio, gracias a Oshima (el bibliotecario) y a la misteriosa y solitaria señorita Saeki, en la tranquila biblioteca privada de Takamatsu. Pasa sus días tranquilo leyendo Las mil y una noches además de la colección de las obras de Natsume Sōseki, hasta que un día la policía empieza a investigarlo por su extraña conexión con un macabro asesinato. 
Los capítulos pares hablan sobre la trágica vida de Satoru Nakata, un anciano discapacitado desde la Segunda Guerra Mundial por un extraño accidente en una excursión escolar por el bosque. Se dedica a buscar gatos perdidos en su barrio. El caso particular de una gatita hace que emprenda una búsqueda que lo llevará lejos de su casa, más exactamente, a las rutas de Japón. En su camino se encuentra con un camionero que acepta acercarlo a su destino, Hoshino, pero que termina encariñándose con Nakata. 
Los destinos de ambos, Kafka Tamura y Nakata, seguirán un curso de colisión inminente, pero en un plano metafísico más que real.
A lo largo de la novela se ven los cambios de los personajes.

## Personajes

### Humanos
- Kafka Tamura: Es un joven fornido, alto e inteligente, huye de casa de su padre, el famoso escultor Koichi Tamura, el mismo día de su cumpleaños número 15. Nunca sabemos su verdadero nombre, pero escoge uno nuevo al comenzar su nueva vida. Su madre y su hermana abandonaron a la familia cuando él apenas era un niño. Tiene un alter ego, El joven llamado Cuervo, ('Kafka' suena como 'kavka' que significa grajilla en checo, una especie de cuervo) que interactúa con él y le recuerda constantemente que él debe ser 'el chico de quince años más fuerte del mundo'.
- Satoru Nakata: Es un anciano sesentón, amigable, solidario e ingenuo. En un paseo escolar para buscar setas durante la Segunda Guerra Mundial, dieciséis niños (incluido Nakata) se desmayaron luego de que una misteriosa luz apareciera en el cielo. Sus compañeros no tuvieron secuelas, pero Nakata permaneció en coma durante semanas. Cuando despertó, había perdido gran parte de sus facultades mentales, pero ganó la habilidad de hablar con los gatos. Nakata y Kafka tal vez sean diferentes partes de una misma persona.
- Oshima: Un hombre transgénero, intelectual, y hemofílico de 21 años. Es bibliotecario y propietario de una cabaña en las montañas cerca de la Biblioteca Conmemorativa de Komura y se acerca a Kafka durante el transcurso de la novela. Se convierte en el mentor de Kafka mientras lo guía hacia las respuestas que busca en su viaje.
- Hoshino: Un camionero de unos veintitantos. Se hace amigo de Nakata, debido a su parecido con su propio abuelo, y lo transporta y asiste en llegar a su meta incierta.
- Señorita Saeki: La gerente de una biblioteca privada, donde trabaja Ôshima y vive Kafka durante gran parte de la historia. Previamente fue cantante, e interpretó la canción "Kafka en la orilla", que une muchos de los temas de la novela y le da su título. Puede ser la madre de Kafka.
- Sakura: Una mujer joven a quien Kafka conoce en el autobús que más tarde lo ayuda. Puede ser su hermana.
- Johnnie Walker: Un asesino de gatos que planea hacer una flauta con las almas de los gatos. Puede también ser el padre de Kafka, el conocido escultor Kochi Tamura. Su nombre es tomado de Johnnie Walker, una marca de whisky escocés, y se viste de forma parecida al hombre que aparece el logotipo de la marca. Sin embargo, debido a su similitud con un símbolo de una empresa (como el Coronel Sanders) es posible que en realidad sea un "concepto".
- Coronel Sanders: Un "concepto" que toma la forma de un "chulo". Toma su nombre de, y se parece a Harland Sanders, fundador y cara de KFC.

### Gatos
- Goma: Un gato perdido de la Sra. Koizumi.
- Otsuka: Un gato negro mayor con quien Nakata se comunica con facilidad.
- Kawamura: Un gato que perdió la capacidad de pensar con claridad tras ser golpeado por una bicicleta. Aunque se pueden comunicar, Nakata es incapaz de entender las frases extrañas y repetitivas de Kawamura.
- Mimi: Un gato siamés inteligente.
- Okawa: Un gato pardo.
- Toro: Un gato negro.

## Recepción
«Un libro que no sólo se lee de un tirón, sino que tensa metafísica el pensamiento» John Updike. Desde su lanzamiento en inglés en 2005 (traducción ganadora del premio PEN/Book-of-the-Month Club Translation de Philip Gabriel en 2006), la novela ha recibido críticas en su mayoría positivas, siendo elogiada en diferentes publicaciones, incluido un lugar en The New York Times 10 Best Libros de 2005 y el World Fantasy Award.